# Anna Burns
Anna Burns (n. 7 martie 1962, Belfast, Irlanda de Nord, Regatul Unit) este o scriitoare din Irlanda de Nord. Este câștigătoarea premiului Booker pentru romanul Milkman, în anul 2018.

## Biografie
S-a născut în Belfast și a crescut în regiunea catolică a clasei muncitoare din Ardoyne. A urmat liceul St. Gemma. În 1987 s-a mutat la Londra. Începând cu 2014, locuiește în East Sussex, pe coasta sudică a Angliei. 

## Cariera literară
Primul ei roman, No Bones, este o poveste despre viața unei fete care a crescut în Belfast în timpul tulburărilor. Printre romanele care descriu the Troubles în Literatura din Irlanda de Nord, No Bones este considerată o lucrare importantă și a fost comparată cu Dubliners de James Joyce pentru cuprinderea limbajului de zi cu zi al poporului din Belfast. Familia disfuncțională din romanul simbolizează situația politică din Irlanda de Nord.  No Bones a câștigat Premiul Memorial Winifred Holtby în 2001 prezentat de Societatea Regală de Literatură pentru cel mai bun roman regional al anului în Regatul Unit și Irlanda.
Cel de-al doilea roman, Little Constructions, a fost publicat în 2007 de Fourth Estate (o amprentă a lui HarperCollins). Este o poveste întunecată, comică și ironică, centrat pe o femeie dintr-o familie de criminali legată de o misiune de răzbunare.
În 2018 Burns a câștigat Premiul Man Booker pentru romanul său Milkman, devenind primul scriitor irlandez nordic care a câștigat premiul. După ceremonie, Graywolf Press a anunțat că va publica "Milkman" în SUA la 11 decembrie 2018. Milkman este un roman experimental în care naratorul este o fetiță de 18 ani, cunoscută sub numele de "sora mijlocie", care este urmărită de o figură paramilitară mult mai în vârstă, Milkman.

## Opera literară

### Romane
- No Bones, roman, Flamingo, London 2001, ISBN 978-0-006-55238-3.
- Little Constructions, roman, Fourth Estate, London 2007, ISBN 978-0-007-16462-2.
- Milkman, roman, Faber & Faber, London 2018, ISBN 978-0-571-34273-0.

### Nuvele
- Mostly Hero, nuvele 2014, ISBN 978-1-783-01492-7.

### Opere traduse în limba română
- Lăptarul, editura Polirom, 2020, ISBN 9789734680320

## Premii
- 2018 Premiul Man Booker,[14] Câștigătoare (Milkman)
- 2018 Premiul Cercului Național pentru Critici de Carte pentru ficțiune,[15] Câștigătoare (Milkman)
- 2002 Premiul Orange, Inclusă pe listă (No Bones)[16]
- 2001 Premiul Memorial Winifred Holtby, Câștigătoare (No Bones)[17]